# Червоний Мозирянин
«Червоний Мозырянин» (біл. Чырвоны Мазыранін) — підприємство в Наровлі Гомельської області, засноване в 1913 році.

## Історія

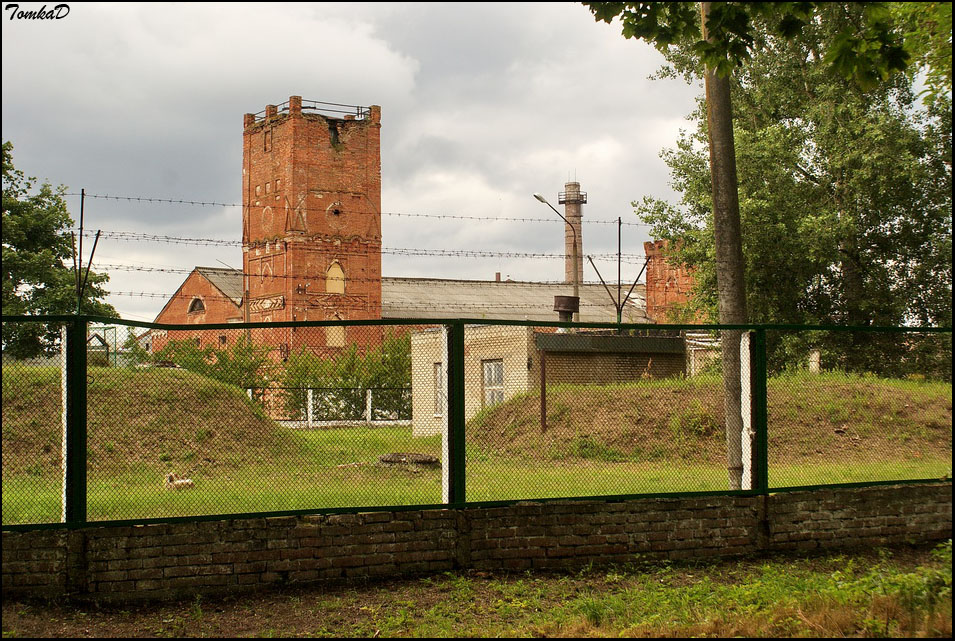
Історичні будівлі фабрики

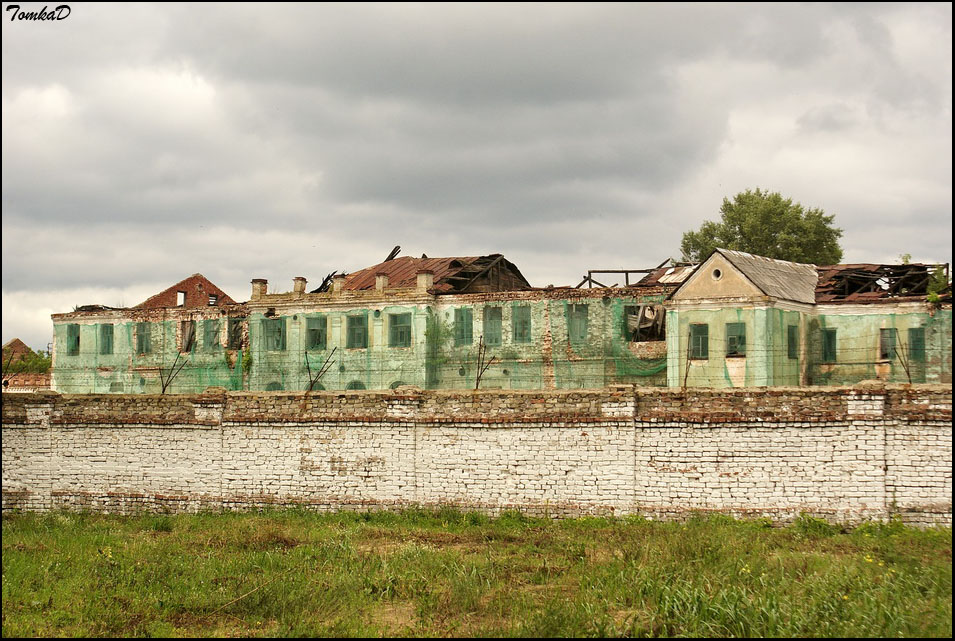
Історичні будівлі фабрики

Підприємство з переробки власного врожаю фруктів та овочів заклав у власному маєтку в Наровлі поміщик Едуард Горват. Перша продукція вийшла в 1913 році, в 1914 році зареєстрована торгова марка «Горват». Основною продукцією стали мармелад, карамель, пастила, повидло, джем і варення.
З приходом більшовиків виробництво зупинилося. Тільки в 1925 році під керівництвом партійної організації Мозиря фабрика запрацювала і отримала назву «Червоний Мозирянин». У 1927 передано «Білкондитертресту».
У Другу світову війну обладнання фабрики було евакуйовано в Росію. Після війни відновлення фабрики почалося знову. У 1986 році почалося будівництво нового корпусу.
У 1996 році фабрика перетворена у відкрите акціонерне товариство.
У 2001-2003 роках проведена часткова модернізація. Протягом 2004-2005 років концерном «Белгоспищепром» виділені кошти інноваційного фонду, що спрямовані на купівлю нового обладнання.

## Продукція
Фабрика випускає понад 120 видів продукції: зефір, пастила, мармелад, цукерки, ірис.